# Katie Bouman
Katherine Louise Bouman (a szaksajtóban: Katie Bouman) (West Lafayette, Indiana, 1989. május 9.  –) amerikai villamosmérnök, számítástechnikus, az Event Horizont asztrofizikai kutatási projekt számítógépes képalkotási rendszerének egyik társfejlesztője, társszerzője. Posztdoktori gyakorlatának részeként kapott lehetőséget, hogy a hatvan egyetem mintegy 200 csillagászának, fizikusának, matematikusának és mérnökének munkáját egyesítő Event Horizont asztrofizikai kutatási projektben részt vegyen, amely közreműködés jelentős közismertséget hozott számára.

## Szakmai pályafutása
Középiskolai tanulmányait a West Lafayette High and Senior Schoolban végezte 2007-ben. Apja Charles Bouman az elektromosságtan, a számítástechnika és az orvosbiológia professzora a Purdue-i Egyetemen. Már a középiskola alatt besegített apja egyetemének néhány kutatásába. Az Event Horizont teleszkópról (EHT) 2007-ben, a középiskolában hallott először.

### Tanulmányai
2007-től a University of Michigan hallgatója volt, ahol 2011-ben villamosmérnök diplomát szerzett. 2011—2017 között a Massachusettsi Műszaki Egyetemen (MIT) folytatta doktori képzését villamosmérnöki és számítógép-tudományi területen. Doktori értekezésének témája az „Extrém képalkotás fizikai modell inverzióval: Túllátni a sarkokon és képet készíteni a fekete lyukakról volt. 2017—2019 között posztdoktori gyakorlatát a Massachusettsben levő Harvard-Smithsonian Center for Astrophysicsban töltötte. 2019 júniusától a CalTech (Kaliforniai Műszaki Egyetem) Mérnöki és Alkalmazott Tudományok divíziójában a számítástechnikai és matematikai tudományok adjunktusa.

## A fekete lyuk képe
A számítógépes képalkotással, a nagy távolságban levő objektumokról érkező jelek feldolgozásával, az ehhez szükséges algoritmus kidolgozásával 2013 óta foglalkozik. Doktori értekezésének témája a rádióteleszkópokra érkező jelek alapján történő képalkotást, konkrétan a fekete lyukak képi elemzését érinti. A témával kapcsolatban 2016-ban már PhD hallgatóként is előadást tartott egy TED konferencián. Ebben az előadásában arról a csillagászati problémáról beszélt, hogy egyes asztrofizikai kutatásokhoz egy földméretű rádióteleszkópra lenne szükség, amelynek megépítése természetesen lehetetlen, és hogy a rádiócsillagászat már választ adott a problémára: a Föld különböző pontjain elhelyezkedő teleszkópok adatainak összegzése megnöveli az észlelési pontosságot, a képfelbontást.
2017-től lett tagja az Event Horizont Telescope (EHT) kutatócsoportnak, amely feladatául tűzte a fekete lyukak vizsgálatát. A kutatás egyebek mellett vizsgálta a galaxisunk, vagyis a Tejútrendszer középpontjában található fekete lyukat is. A Messier 87 galaxis szívében, 55 millió fényévre található, a Napnál 6,6 milliárdszor nagyobb tömegű, szupermasszív fekete lyukról történő kép elkészítésével szélesebb körben is ismertté vált ez az asztrofizikai kutatás. A kutatáshoz a Föld különböző pontjain elhelyezkedő nyolc rádióteleszkóp összehangolt méréseit használták fel. Az Egyesült Államokban, Chilében, Spanyolországban, Mexikóban és az Antarktiszon működő teleszkópok dolgoztak együtt a cél érdekében. Az ismertté vált kép elkészítéséhez 5 242 880 gigabájt adatot kellett feldolgozni, amelynek eredményeként 2018 közepére elkészült az első kép a fekete lyukról, pontosabban annak környezetéről.
Az eredményt 2019. április 10-én a világ öt különböző helyszínén egyidejűleg publikálták a nagyközönség számára. Az eredmény igazolja Einsteinnek az általános relativitáselmélet szerinti elméleti számításait. A képen látható félholdszerű fényjelenséget már Einstein speciális relativitáselmélete is megjósolta. A fekete lyuk közvetlenül nem fényképezhető le, hiszen nagy tömege és gravitációs tere minden közelébe kerülő anyagot és sugárzást elnyel, így a fényt is. Emiatt legfeljebb csak a közelében, az eseményhorizonton még kívül lévő lévő anyag megváltozott sugárzása észlelhető. Ahogy a fekete lyuk környezetéből egyre gyorsabban zuhan felé az anyag, az felizzik, és jellegzetes fényt bocsát ki. Látható, ahogy a fekete lyuk gravitációs tere még a fényt is elhajlítja maga körül.

## A képalkotó algoritmus

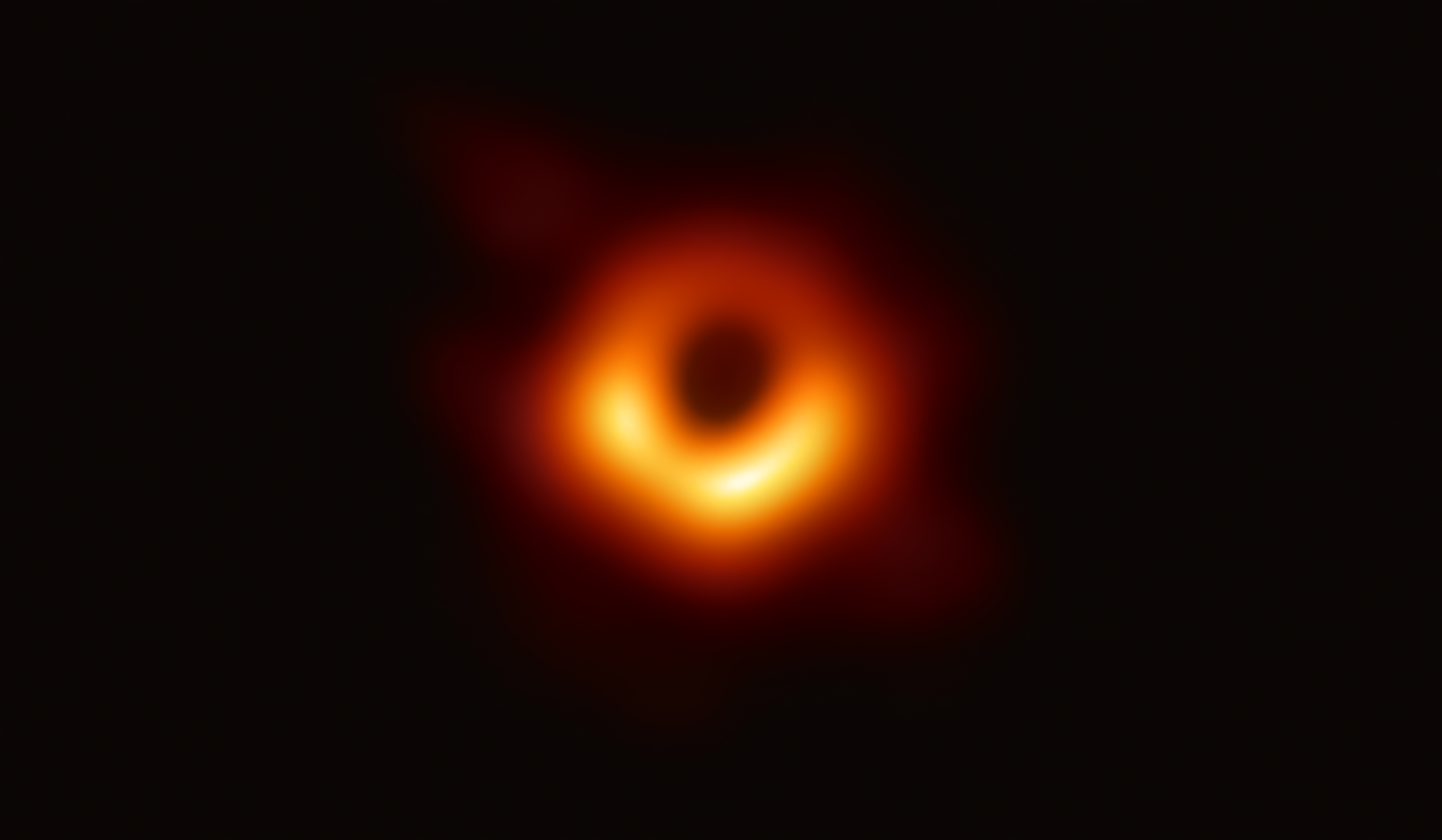
Az Event Horizont kutatás közismertté vált fényképe egy fekete lyukról

A kép megalkotásához a rendelkezésre álló mintegy 7 petabájtnyi adatot egy 800 CPU-ból álló szuperszámítógép dolgozta fel. Andrew Chael rádióteleszkóp adatfeldolgozó és képalkotási algoritmusai mellett egy olyan képalkotási algoritmust használtak fel, amelyet az angol elnevezés (Continuous High-resolution Image Reconstruction using Patch priors) kezdőbetűiből CHIRP-nek nevezett el az eljárást 2016-ban vezető fejlesztőként bemutató Katie Bouman. A CHIRP fejlesztésében a Massachusettsi Műszaki Egyetem (MIT) Számítógéptudományi és Mesterséges Intelligencia Laboratórium, a Harvard–Smithsonian Center for Astrophysics és a MIT Haystack Observatory fejlesztő csoportjai vettek részt William T. Freeman kiemelt közreműködésével. A kifejlesztett algoritmus az EHT-hálózaton összegyűjtött adatok összeillesztésére és a hiányzó pixelek pótlására szolgál. Ennek az algoritmusnak és a Jan Högbom által már 1974-ben kifejlesztett, hasonló célú CLEAN algoritmusnak a képét összekeverve állították elő a közismertté vált végleges képet.
A nagy volumenű rádiócsillagászati kutatás számítógépes csoportja Katie Bouman irányításával a rádióteleszkópok által gyűjtött csillagászati adatokat egyetlen koherens képpé alakította. Az adatfeldolgozó eljárás egyik szakaszában négy különálló csoportban dolgozták fel az adatokat, majd a különálló eredményeket összevetve szereztek bizonyosságot a helytálló leképezésről.
A keletkezett képen az interferencia miatt az egyik oldalán fényesebb gyűrű látható az intenzív gravitációban egy a Napnál 6,5 milliárdszor nagyobb fekete lyuk körül. Ez a régóta keresett kép a legerősebb bizonyítékot szolgáltatja a szupermasszív fekete lyukak létezésére, és új távlatot nyit a fekete lyukak, azok eseményhorizontjai és gravitációjuk tanulmányozása előtt.